# 子どもの伝記全集
『子どもの伝記全集』（こどものでんきぜんしゅう）は、かつてポプラ社より刊行されていた児童向け伝記シリーズ。全46巻。

## 一覧
()内は著者
1. 湯川秀樹  (二反長半)　
第1版出版時(1959年)、湯川はまだ存命だった。このため、本文はノーベル物理学賞の受賞で終わっている。第1巻にして唯一存命人物の伝記となった(1981年以降の改訂版では年表に限り、湯川の最期まで描かれている)。
2. エジソン  (野口兼嗣)
3. ヘレン・ケラー (山内正重)
カバーには「教科書に出てくる本」と書かれている。主人公の最期まで描いた作品としては、一番新しい時代を描いている。
4. 野口英世 (馬場正男)
5. キュリー夫人 (山本和夫)
6. ファーブル (砂村秀治)
7. 源義経 (宮脇紀雄)
8. ワシントン (室谷幸吉)
9. リンカーン (山主敏子)
10. 豊臣秀吉 (北島春信)
11. 徳川家康 (平方久直)
12. ナポレオン (久保喬)
13. キリスト (山本藤枝)
シリーズの中では一番古い時代を描いており、唯一年表が掲載されなかった。
14. 宮沢賢治  (馬場正男)
保護者・教師向けの「解説」は弟・清六による。
15. ベートーベン  (浜野政雄)
16. コロンブス  (柴野民三)
17. 良寛  (小俣万次郎)
18. ナイチンゲール  (土田治男)
19. シュバイツァー  (杉山勝栄)
20. 福沢諭吉  (内田英二)
21. モーツァルト  (真篠将)
22. シューベルト  (岡上鈴江)
23. 一休 (槇本ナナ子)
24. ガリレオ  (山田一枝)
25. ニュートン  (野田彰)
26. 豊田佐吉  (日下部山)
27. ノーベル  (近藤釧三)
28. ベーブ・ルース  (赤坂包夫)
29. 二宮金次郎  (松本市造)
30. ケネディ  (久保喬)
31. 西郷隆盛  (安元薫)
32. 夏目漱石  (石井宗吾)
33. 石川啄木  (山本和夫)
34. 小林一茶  (斎藤了一)
35. 雪舟  (松本巌)
36. 宮本武蔵  (阿貴良一)
37. 北里柴三郎  (木村定司)
38. ライト兄弟  (おきたかし)
39. 牧野富太郎  (氷川瓏)
40. 織田信長  (山本和夫)
41. 勝海舟  (神谷次郎)
42. アンデルセン  (山本藤枝)
43. 北原白秋  (笠文七)
44. 源頼朝  (南原幹雄)
45. 聖徳太子  (小石房子)
年表が掲載されている人物、並びに日本人の伝記としては一番古い時代を描いている。
46. マルコ・ポーロ  (おきたかし)                                                                                                                                          一連の前身は、「子どもの伝記物語」シリーズで、文や挿絵まで本シリーズに引き継がれた人物が在り、当時は、滝廉太郎・御木本幸吉・マゼラン・ガンジー ・フォスター・トルストイ も採り上げられていた。

## 史実との相違
伝記であるため比較的史実に忠実ではあるが、史実と違う側面も少なからずある。
- 第1巻の湯川秀樹について、戦争中から反戦運動家であるかのような描かれ方をしているが、実際は原爆開発計画にもかかわっている。
- 第10巻の豊臣秀吉について、蜂須賀小六と知恵比べをしたエピソードが掲載されているが、これはフィクションである。
- 第11巻の徳川家康が、山岡荘八の小説に登場するような描かれ方で登場。
- 第33巻の石川啄木の生年が1885年となっているが、正しくは翌1886年である。

また、登場人物の偉人としての側面を強調するあまり、その人物の影ともいえる側面を描かなかったり、敵対した人物を過剰に貶めたような描写も見受けられる。
その一方で、野口英世の浪費癖のように抑え気味ながら批判的に描かれていることもある。

## 装丁
全巻難波淳郎が担当。

## 主な挿絵担当者
- 武部本一郎
  - 第1,5,7,10,11,14,16,17,20-23,26,29,31.34-46巻の表紙絵を担当。このうち、第1,5,7,10,11,17,20-22,26,29,34巻では口絵、第5巻では挿絵も担当。
- 梁川剛一
  - 第2,9,12,13,15,19,25,28,30巻の表紙絵を担当。このうち、第12,12,15,19,25,28,30巻では口絵、第30巻では挿絵も担当している。
- 西村保史郎
  - 第3,6,18巻の表紙絵と口絵を担当。第3巻では挿絵も担当している。
- 山内秀一
- 岩井泰三
  - 第9巻の口絵、第14巻の口絵と挿絵、第24巻の表紙絵・口絵・挿絵、第25巻の挿絵、第27巻の表紙絵・口絵を担当。
- 水野二郎
- 木川秀雄
  - 第4巻の表紙絵と口絵を担当。
- 吉崎正巳
- 伴颺
  - 第44巻の口絵と挿絵を担当。
- 高田勲
  - 第45巻の口絵と挿絵を担当。
- 山中冬児
  - 第4巻の挿絵を担当。
- 矢島健三
- 石井健之
- 柳瀬茂
- 上山ひろ志
- 荻山春雄
- 鴇田幹
- 古賀亜十夫
- 伊勢田邦貴
  - 第32・33巻の表紙絵・口絵を担当。
- 大石哲路
  - 第34巻の挿絵を担当
- 芝美千世
  - 第18巻の挿絵、第42巻の口絵と挿絵を担当